# James Watt
James Watt (19 tháng 1 năm 1736 – 25 tháng 8 năm 1819) là nhà phát minh và là một kỹ sư người Scotland đã có những cải tiến cho máy hơi nước mà nhờ đó đã làm nền tảng cho cuộc Cách mạng công nghiệp. Ông đưa ra khái niệm mã lực và đơn vị SI của năng lượng watt được đặt theo tên ông.

## Tiểu sử

### Những năm tháng đầu đời

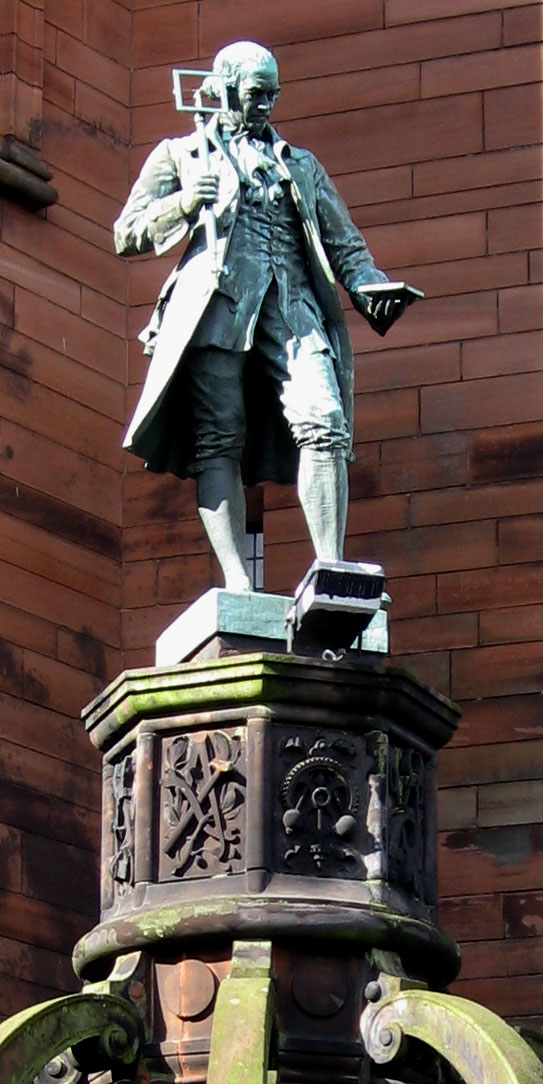
Một bức tượng tại Đại học James Watt đánh dấu nơi sinh ra ông

James Watt sinh ngày 19 tháng 1 năm 1736 tại Greenock, Renfrewshire, một cảng biển của Firth of Clyde. Cha ông là một thợ đóng tàu, chủ tàu và là một nhà thầu khoán, còn mẹ ông – bà Agnes Muirhead thì xuất thân từ một gia đình danh giá và có học vấn đến nơi đến chốn. Cả hai đều là tín đồ của Giáo hội Trưởng lão (Presbyterian). Ông nội Watt, Thomas Watt, là một thầy giáo dạy toán và baillie cho Baron of Cartsburn. Thay vì theo tôn giáo của cha mẹ, thì ông trở thành một tín đồ tự nhiên thần giáo?.
Watt đi học không thường xuyên và thay vào đó là được mẹ dạy tại nhà, nhưng sau đó ông theo học trường Greenock Grammar. Ông tỏ ra rất khéo tay và có năng khiếu về môn toán học. Bên cạnh đó, dù không hề hứng thú với  tiếng Latinh và tiếng Hy Lạp cổ, nhưng ông lại tỏ ra miệt mài với thần thoại Scotland.
Khi ông 18 tuổi, mẹ ông qua đời và sức khỏe cha ông bắt đầu suy sụp. Watt đi London để học ngành thiết bị đo lường (measuring instrument) trong 1 năm, sau đó trở lại Scotland, đến Glasgow, dự tính lập một cơ sở kinh doanh sản xuất thiết bị đo lường. Tuy nhiên, vì ông không trải qua ít nhất 7 năm học việc Cơ quan quản lý thợ thủ công của Glasgow (Glasgow Guild of Hammermen) không cấp phép cho ông dù lúc đó chưa có thợ chế tạo dụng cụ cơ khí nào ở Scotland.
Watt được các giáo sư của Đại học Glasgow cứu khỏi tình huống bế tắc này khi họ đã cho ông một cơ hội mở xưởng nhỏ trong trường này. Xưởng này được lập năm 1757 và là một trong những giáo sư của trường, là nhà vật lý và cũng là nhà hóa học Joseph Black trở thành bạn và người thầy của Watt.
Năm 1767, Watt cưới cháu Joseph – Biller Miller và có sáu con với nhau. Miller mất trong khi sinh năm 1772. Năm 1777 ông kết hôn với Ann MacGregor, con cái của nhà nhuộm Glasgow, và có hai người con: Gregory (1777–1804) là một nhà địa chất học và khoáng vật học, và Janet (1779–1794). Ann mất năm 1832. Trong thời gian 1777 và 1790 ông sống tại Regent Place, Birmingham

### Những thí nghiệm đầu tiên với hơi nước

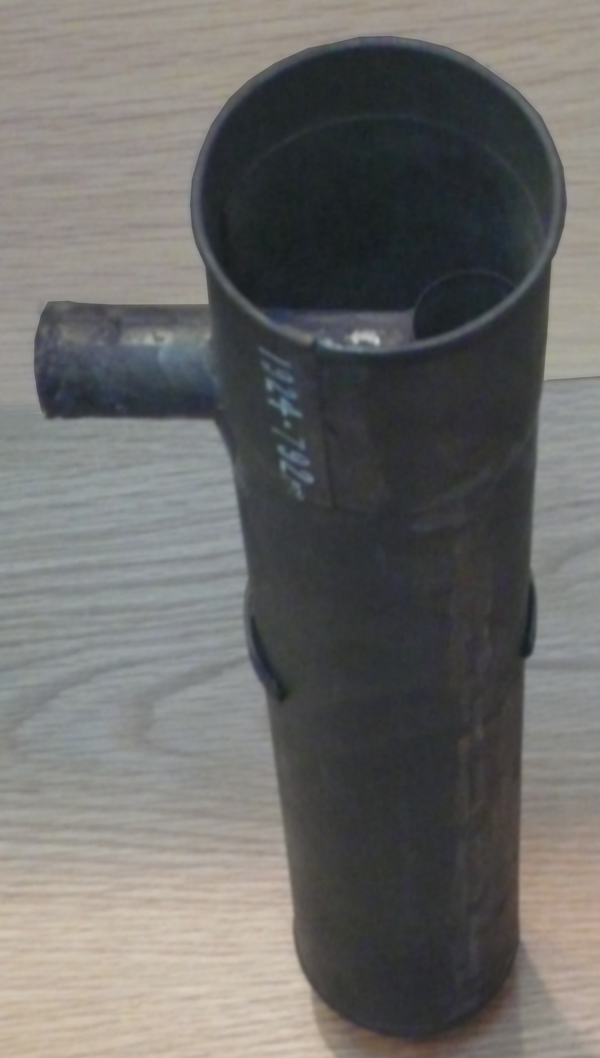
Ống nén ban đầu của Watt (Bảo tàng Khoa học (London))

Năm 1759 bạn của Watt, John Robison, kêu gọi sự chú ý của ông đến việc sử dụng hơi nước làm nguồn động lực. Thiết kế động cơ Newcomen, được sử dụng gần 50 năm trong việc bơm nước từ các mỏ, hầu như không thay đổi từ bản đầu tiên. Watt bắt đầu thí nghiệm với hơi nước mặc dù ông chưa bao giờ thấy động cơ hơi nước hoạt động. Ông đã cố gắng xây dựng một mô hình. Nó không làm việc tốt, nhưng ông vẫn tiếp tục thí nghiệm và bắt đầu đọc tất cả mọi thứ mà ông ta có thể tìm hiểu về chủ đề này. Ông đã nhận ra tầm quan trọng của nhiệt ẩn trong việc tìm hiểu động cơ, mà ông không biết rằng bạn ông Joseph Black đã phát hiện ra vài năm trước đó. Sự hiểu biết về động cơ hơi nước ở trong tình trạng hết sức thô sơ,đối với khoa học về nhiệt động lực học không được diễn ra sau 100 năm nữa hoặc lâu hơn.

### Ý tưởng và sự nghiệp
Ý tưởng muốn tạo ra một chiếc máy hơi nước đến với Watt từ khi còn nhỏ, và ông luôn thôi thúc mình làm được điều đó, cho đến một nhóm đã phát hiện hơi nước Newcomen (1705) tuy được dùng rộng rãi nhưng nó có rất nhiều điểm cần được cải tiến. Vì vậy nó trở thành động lực để Watt phải tạo ra một máy hơi nước hoàn thiện hơn.
Năm 1763 - 1764, tại Trường Đại học Glasgow, Watt bắt đầu đặc biệt chú ý tới máy hơi nước. Watt xác định việc nghiên cứu nguyên lý và kết cấu của máy hơi nước là phương hướng chủ yếu của mình. Chính vì điều này mà Watt đã mất ăn mất ngủ
Vào một buổi sáng nọ, Watt đi bách bộ ngoài sân golf, mặt trời rọi thẳng vào mặt ông. Bỗng nhiên một đám mây đen che khuất mặt trời, trong phút chốc bầu trời như tối lại, một trận gió thổi qua, mặt đất như xanh hơn, không gian như rộng hơn, cảm thấy dễ chịu lạ thường. Ông nhìn lên trời cao, nghĩ lại đám mây đen che kín mặt trời vừa rồi, một ý tưởng mới xuất hiện trong đầu ông:"Nếu ta thiết kế bộ ngưng tụ hơi nước, làm cho hơi nước trực tiếp trở lại trạng thái nước ngay từ ngoài xi-lanh, như vậy chẳng phải xi-lanh có thể duy trì được nhiệt độ tương đối cao sao?
Để chế tạo được máy hơi nước kiểu mới, Watt và các trợ lý của ông làm miệt mài không quản ngày đêm nhưng kết quả chưa giành được thành công, hơn nữa còn nợ nần chồng chất, cuộc sống hết sức khó khăn, có lúc thậm chí không còn tiền để ăn. Nhưng Watt không nản chí, ông càng  nỗ lực hơn, cuối cùng năm 1765 ông đã chế tạo thành công một chiếc máy hơi nước
Loại máy hơi nước này giảm được 3-4 lượng than tiêu thụ so với máy hơi nước Newcomen mà hiệu suất nâng cao lên rất nhiều. Thành công lần này là sự cổ vũ lớn đối với Watt, ông vẫn muốn trực tiếp cải tiến một bước nữa để giảm lượng tiêu hao than xuống, hiệu suất càng cao hơn
Năm 1782, ông cho ra đời chiếc máy hơi nước mới như ông đã suy nghĩ: Máy tiêu hao than ít, hiệu suất làm việc cao. Thành công khi phát minh ra loại máy hơi nước này đã làm cho máy hơi nước Newcomen trở nên lạc hậu không còn chỗ đứng
Máy hơi nước do Watt phát minh nhanh chóng được sử dụng rộng rãi. Tàu thuyền, tàu hỏa dùng máy hơi nước đua nhau ra đời, công nghiệp toàn thế giới nhanh chóng bước vào thời đại máy hơi nước"
Tháng 6 năm 1775, giữa Boulton và Watt đã ký kết một hợp đồng có giá trị 25 năm, thành lập công ty Boulton-Watt chuyên sản xuất và tiêu thụ loại máy hơi nước mới. Đây chính là tiền đề để cho Watt sáng tạo ra những cỗ máy hơi nước ngày càng tân tiến hơn. Trong 25 năm sau đó,công ty của Watt và Boulton đã sản xuất một số lượng lớn máy hơi nước cung cấp cho thị trường
Năm 1781, Watt còn phát minh ra một bộ phận bánh răng để giúp máy hơi nước chuyển động xoay tròn làm cho máy hơi nước mở rộng phạm vi sử dụng. Ông còn phát minh ra bộ phận ly tâm điều chỉnh tốc độ, thông qua đó máy hơi nước có thể tự động khống chế. Năm 1790, ông đã phát minh ra đồng hồ áp lực, đồng hồ chỉ thị, van tiết lưu và nhiều cải tiến có giá trị khác
Năm 1782, cỗ máy hơi nước chuyển động song hướng do Watt nghiên cứu và chế tạo đã ra đời và được cấp bằng sáng chế độc quyền. Năm 1784, loại máy hơi nước nằm cũng được xác nhận quyền sáng chế. Máy hơi nước ngày càng có tính ứng dụng cao và dược sử dụng rộng rãi, nó có tên gọi là máy hơi nước vạn năng"
4 năm sau, Watt phát minh ra bộ phận ly tâm điều chỉnh tốc độ và bộ phận điều tiết hơi. Năm 1790, Watt chế tạo thành công bộ phận biểu thị công năng của xi-lanh đầu tiên. Lúc này thì Watt đã hoàn thành toàn bộ quá trình phát minh ra máy hơi nước của mình. Đây là một bước đại nhảy vọt trong kỹ thuật sản xuất của loài người. Đây có thể được gọi là bản tuyên ngôn của nhân loại đã bắt đầu tiến vào Thời đại máy hơi nước

### Những đóng góp của máy hơi nước trong xã hội
Từ khi máy hơi nước xuất hiện đã có một tác dụng to lớn trong cuộc cách mạng công nghiệp. Trước khi có máy hơi nước, mặc dù một số người dân đã biết sử dụng sức gió và sức nước nhưng động lực chủ yếu vẫn là sức lực của con người. Từ khi có máy hơi nước thì loài người đã thoát ra khỏi sự hạn chế đó
Ngoài việc dùng làm nguồn năng lượng cho các công xưởng, máy hơi nước còn được ứng dụng trong giao thông vận tải. Sự ứng dụng rộng rãi máy hơi nước đã ảnh hưởng đến cuộc cách mạng phương tiện giao thông ở nước Anh. Năm 1814, kiến trúc sư người Anh George Stephenson chế tạo thành công xe lửa chạy bằng hơi nước. Stephen đã được suy tôn là "Cha đẻ của đầu máy xe lửa"
Sự cải tiến giao thông đường thủy là đóng những chiếc tàu có thể lắp được máy hơi nước làm động lực. Ngày 19 tháng 8 năm 1807, một nhà phát minh người Mỹ là Fulton đã thiết kế một chiếc tàu chờ khách chạy bằng hơi nước chạy thử thành công trên sông Hudson, đồng thời đã mở ra những chuyến chạy định kỳ từ New York đến Albania